# Von Speyr
La famiglia von Speyr è una fra le più antiche di Basilea, nella quale è attestata sin dal XIII secolo, talvolta come von Spir(e) o von Spirer.
Il cognome, particolarmente diffuso intorno alle rive superiori del fiume Reno, indica che probabilmente la famiglia è originaria della città renana di Spira (Speyer in tedesco). Dall'Ottocento la famiglia si è diffusa inoltre in Francia e nella Svizzera francese.
Fra i membri più celebri, la mistica Adrienne von Speyr, che citava spesso il motto di famiglia: "Fare senza dire" (Faire sans dire).